# Institut für künstlerische Forschung Berlin
Das Institut für künstlerische Forschung Berlin (!KF) wurde im Jahr 2009 von der Gruppe A Rose Is, dem Radialsystem V und Mitgliedern der Jungen Akademie in Berlin als außeruniversitäre Forschungseinrichtung gegründet. In Deutschland und vermutlich auch in Europa ist das !KF Berlin die erste künstlerische Forschungseinrichtung außerhalb des akademischen Systems.
In seinen Forschungsprojekten kooperiert das !KF mit Universitäten, anderen Forschungsinstituten wie Max-Planck-Instituten und Hochschulen und pflegt die Zusammenarbeit mit Künstlern und Wissenschaftlern verschiedener Disziplinen. Die Mitglieder des !KF sind Wissenschaftler, Musiker, Schauspieler, Regisseure, Szenographen und andere Theater-Künstler aus Deutschland, England, Belgien, Kanada, Österreich, Brasilien, Argentinien, den USA und der Schweiz. Der Sitz des !KF ist Berlin. Zusammen mit 37 internationalen Institutionen ist das !KF Gründungsmitglied der Society for Artistic Research, die auch die Internet-Fachzeitschrift Journal for Artistic Research (JAR) für künstlerische Forschung herausgibt. Der künstlerische Leiter des !KF Berlin, Julian Klein, ist 'Peer-Review Editor' im 'Editorial Board' des JAR und Präsident der Gesellschaft für künstlerische Forschung in der Bundesrepublik Deutschland (GKFD).
Die Projekte des !KF und seine theoretisch-konzeptionellen Publikationen zur künstlerischen Forschung gelten vor allem im deutschen Sprachraum, aber auch darüber hinaus als beispielgebend und grundlegend. Die Arbeit des !KF ist insbesondere ein Beleg und Beispiel für eine künstlerische Forschung, die jenseits der Diskussion um das Ziel der künstlerischen Ausbildung an Hochschulen und den sogenannten „dritten Zyklus“, also die Möglichkeit der Promotion von Kunst-Studierenden stattfindet.

## Auswahl von Forschungsprojekten
- „Der Ballon - ein deutscher Fall“  – Radialsystem V Berlin, 2015

Die Inszenierung in einer Privatwohnung in Berlin folgt dem Gastgeber auf seiner Suche nach der Geschichte des letzten Mauertoten Winfried Freudenberg. Zitate aus der Westberliner Presse von 1989, kombiniert mit einem Interview mit der zuständigen Kommissarin der Westberliner Polizei werden ergänzt mit Dokumenten aus der Stasi-Unterlagen-Behörde und Interviews mit Freunden und Familienmitgliedern des verunglückten Flüchtlings. Höhepunkt der Inszenierung ist der Auftritt der Witwe Sabine Freudenberg, wenn sie die Geschichte aus ihrer Perspektive erzählt. Der Abend endet mit der Wiedergabe der letzten Aufnahme auf der B-Seite der 10. Musikkassette, die Winfried Freudenberg an seinem Ballon mitführte: „I wish you peace“. Diese Aufnahme bricht unvermittelt ab, weil sie nicht mehr ganz auf das Band der Kassette passte.
- „Infame Perspektiven“ – Sophiensaele Berlin / Uferstudios Berlin , 2013

Das Projekt untersucht, was Leser an Erzählungen aus der Sicht von Mördern, Gewalttätern oder Kriegsverbrechern fasziniert – und warum gleichzeitig dieselben Leser die Berichte derselben Verbrechen weit von sich weisen, wenn sie in der Presse berichtet werden. Woher kommt diese Diskrepanz? Das Projekt Infame Perspektiven widmete sich der Frage nach der Funktion von infamer Perspektivübernahme, den Motivationen, Strategien und Abwehrmechanismen ihrer Funktionalisierung. Experten der infamen Perspektivübernahme waren eingeladen, den Stellenwert, Strategien der Übernahme und des Ausstiegs, und der gesellschaftlichen Funktion zu diskutieren. Die Besucher waren eingeladen zu einem Selbstversuch, in dem sie einen Theatertext in einer Installation lesen konnten, der auf einem Drama beruhte, dass auf der Grundlage eines Gerichtsprozesses geschrieben wurde gegen ein Ehepaar, das seine beiden eigenen Kinder ermordete. Die Dokumentation des Projektes wurde veröffentlicht von Theater der Zeit in der Reihe Recherchen (Band 119 – Infame Perspektiven – Grenzen und Möglichkeiten von Performativität und Imagination, herausgegeben von Julian Klein, Martin von Koppenfels, Marion Hirte und Thomas Jacobsen, Verlag Theater der Zeit, Berlin 2015)
- „Hans Schleif“ – Deutsches Theater Berlin und Schauspielhaus Zürich, nominiert für den Friedrich-Luft-Preis, 2011

Hans Schleif war Architekt und Archäologe, renommierter Wissenschaftler, Professor für antike Baukunst, Familienvater und ranghohes Mitglied der SS. Sein Enkel, Matthias Neukirch, im Jahr 2011 Schauspieler am Deutschen Theater in Berlin, begab sich auf die Suche nach seinem Großvater. Die Inszenierung von Julian Klein wurde nominiert für den Friedrich-Luft-Preis 2011. Gastspiel-Einladungen folgten u. a. nach Hannover, Oldenburg, Trier, Lüneburg, Braunschweig, Böhlen, Göttingen, Edinburgh, Poznań, Paris, in die Topographie des Terrors Berlin, vom Kulturamt Steglitz in das ehemalige SS-Wirtschaftsverwaltungshauptamt, und zur Biennale Venedig. Die Schweizer Erstaufführung und Premiere im Schauspielhaus Zürich folgte am 13. November 2015, mit seitherigen monatlichen Aufführungen bis ins Jahr 2016. Im Jahr 2016 erschien im Jahrbuch des Deutschen Archäologischen Instituts ein ausführlicher Bericht über die zugrundeliegende Recherche.
- „Brain Check“ – sophiensaele, 2009/2010

Diese Aufführung war Teil einer Studie der Arbeitsgruppe „Ästhetische Modulation affektiver Valenz“ an der Freien Universität Berlin. In dieser Studie wurde die Frage untersucht, ob und unter welchen Umständen die Emotion Ärger als lustvoll und vergnüglich genossen werden kann. Die Ergebnisse dieser interdisziplinären Zusammenarbeit zwischen Natur- und Geisteswissenschaftlern und Künstlern wurden in verschiedenen Formaten veröffentlicht.
- „HUM - Die Kunst des Sammelns“ – Museum für Naturkunde (Berlin) taxomania.de, 2007/2008

Das Projekt in Zusammenarbeit mit dem Berliner Naturkundemuseum widmete sich der Frage nach der menschlichen Ordnungswut.

## Leitung
Das !KF – Institut für künstlerische Forschung Berlin wird geleitet von Julian Klein (Gesamtleitung), Fee Altmann (Geisteswissenschaftliche Leitung), Thomas Jacobsen (Naturwissenschaftliche Leitung), Arndt Schwering-Sohnrey (künstlerische Leitung) und dem Geschäftsführer Dag Lohde.